# Dracula houtteana
Dracula houtteana  é uma espécie de orquídea epífita de crescimento cespitoso cujo gênero é proximamente relacionado às Masdevallia, parte da subtribo Pleurothallidinae. Esta espécie é originária da região de Antioquia, na Colômbia, onde habita florestas úmidas e nebulosas das montanhas.
Faz parte de um complexo de espécies bastante variáveis de plantas com flores esbranquiçadas de tamanho pequeno ou médio, manchadas perto da base com cores variadas, ou internamente brancas, internamente densamente pubescentes, com pequeno labelo róseo. Pode ser vagamente diferenciada das espécies mais próximas, Dracula psittacina e Dracula velutina, por apresentar antenas menores que a primeira e flores maiores que a segunda.